# Erpolzheim
Erpolzheim – gmina w Niemczech, w kraju związkowym Nadrenia-Palatynat, w powiecie Bad Dürkheim, wchodzi w skład gminy związkowej Freinsheim.